# Loltún
Loltún är en grotta i Mexiko.   Den ligger i kommunen Oxkutzcab och delstaten Yucatán, i den östra delen av landet, 1 000 km öster om huvudstaden Mexico City. Loltún ligger 62 meter över havet.
Terrängen runt Loltún är platt. Runt Loltún är det ganska tätbefolkat, med 70 invånare per kvadratkilometer. Närmaste större samhälle är Oxkutzkab, 7,2 km nordost om Loltún. I omgivningarna runt Loltún växer i huvudsak lövfällande lövskog.